# Tommy Salo
Tommy Mikael Salo (Surahammar, 1º febbraio 1971) è un ex hockeista su ghiaccio svedese.

## Palmarès

### Olimpiadi
- Oro a Lillehammer 1994.